# SønderjyskE Håndbold (féminines)
Pour le club, voir SønderjyskE Håndbold.
Maillots
Actualités
La section féminine du SønderjyskE Håndbold est un club de handball féminin, situé a Sønderborg dans le Danemark-du-Sud au Danemark. Le club évolue actuellement en  Championnat du Danemark de handball féminin (Danish Women's Handball League / Damehåndboldligaen).

## Effectif féminin actuel
| N° | Nom                   | Nationalité | Position         |
| -- | --------------------- | ----------- | ---------------- |
| 3  | Mette Lassen          | Danemark    | Ailière gauche   |
| 4  | Sanni Lejre Eriksen   | Danemark    | Ailière droite   |
| 5  | Stella Sigurdardottir | Islande     | Arrière          |
| 6  | Rikke Petersen        | Danemark    | Arrière          |
| 7  | Karen Knutsdottir     | Islande     | Demi-centre      |
| 8  | Michelle Gandrup      | Danemark    | Pivot            |
| 9  | Sanne van Olphen      | Pays-Bas    | Arrière          |
| 10 | Stine Knudsen         | Danemark    | Ailière gauche   |
| 11 | Sofie Bæk Andersen    | Danemark    | Arrière          |
| 12 | Karen Steensen        | Danemark    | Gardienne de but |
| 14 | Maja Holm             | Danemark    | Arrière          |
| 15 | Ramune Pekarskyte     | Islande     | Arrière          |
| 17 | Louise Aaskov         | Danemark    | Pivot            |
| 19 | Elise Husevåg         | Danemark    | Gardienne de but |
| 21 | Orsolya Kurucz        | Hongrie     | Gardienne de but |